# Ferrari California
Ferrari California е спортен автомобил от тип Gran Turismo, произвеждан от Ferrari от 2008 г. Моделът също така е и 2-вратен "2+2" кабриолет с твърд таван. California разполага с конфигурация тип FR (предно разположен двигател, задно задвижване), а двигателят е бензинов 4.3-литров V8 с 460 к.с. и директна инжекция . Моделът възражда името "California", използвано през края на 50-те години на XX век при Ferrari 250 GT.
California е представен от Ferrari на Парижкия автосалон през 2008 г. Според слухове, носещи се в индустрията, California първоначално е започнало живота си като концептуален модел за Мазерати, но крайната цена за производство станала толкова висока, че автомобилът накарал Fiat да го направят модел на Ferrari за да оправдаят високата пазарна цена; все пак компанията отрича това. California представя нов четвърти модел за компанията.

## Производство
California се произвежда в завода на Ферари в Маранело, като е добавена нова производствена линия специално за новия модел.  Съществуващата поточна линия произвежда по 27 автомобила на ден или 6000 на година. Ферари има планове да произвежда по 5000 бройки от модела през първите две години на производство, като по този начин ще увеличи продукцията, произвеждана от Ferrari с 50%. Много от автомобилните списания казват, че California се е разпродала до 2011 година, а 60% от купувачите на новия модел са нови клиенти на Ferrari.

## Особености
Ferrari California представя няколко първи за Ferari особености:
- Първото Ferrari с предно разположен V8 двигател.
- Първото Ferrari, което да има 7-степенна предавателна кутия с два съединителя
- Първото Ferrari със сгаваем твърд покрив.
- Първото Ferrari с многоточково задно окачване.
- Първото Ferrari с директна бензинова инжекция.

Системата за директна ижнекция е произведена от Bosch. Двигателят е с работен обем от 4.3 литра (4297 куб. см) и осигурява мощност от 460 к.с. при 7750 об./мин; максималният въртящ момент е 485 Nm при 5000 оборота. Резултатът е отношението от 108 к.с. на литър работен обем. Това отношение е едно от най-високите за натурално аспириран двигател при положение, че други производители използват принудително пълнене за да достигнат подобни нива на мощност.

### Представяне
California има максимална скорост от 310 км/ч и може да ускори от 0-100 км/ч за 3.9 секунди. . Въпреки по-голямото си тегло със 180 килограма и по-ниската си мощност с 60 к.с. от Ferrari F430, California може да ускори за същото време като F430 заради предавателната си кутия с двоен съединител.

### Аеродинамика
Ferrari са прекарали повече от 1000 часа във въздушен тунел с модели в мащаб 1:3, докато усъвършенстват аеродинамиката му. Автомобилът има коефициент на въздушно съпротивление от 0,32 с вдигнат покрив, правейки го най-аеродинамичния модел на Ferrari в цялата му история, преди представянето на Ferrari F12 Berlinetta.

## Обновление от 2012 г.
На 15 февруари 2012 г., Ферари съобщават, че ще обновят модела от 2009 г., като намалят теглото на автомобила и ще увеличат мощността на двигателя. Фирмата производител на купета Скалиети, направила и дизайна на California, намалила теглото на автомобила с 30 кг само от теглото на купето. Въпреки това моделът запазил конфигурацията на купето си. Ferrari също увеличили мощността на двигателя, с цел по-добро представяне, с 30 к.с. Като резултат от това, двигателят предоставял общо 490 к.с. и с 15 Nm по-голям въртящ момент при 5000 об./мин. Ускорението на автомобила до 100 км/ч се подобрило с 0.1 секунди. Новото Ferrari California е също така и първото, което да получи и пакетът за по-спортно управление Handling Speciale, който добавял нови електронно контролиране амортисьори, увеличаващи отзивчивостта на управлението с 10%, заедно с по-твърди пружини и електронно управляващо устройство с 50% по-малко време за реакция. Пакетът също така намалява наклоняването на автомобила в завои. Автомобилът е представен на Женевския автосалон през 2012 г.

## Прибиране на автомобили
През май 2012 г. Ферари вземат обратно автомобилите California, защото двигателят можело да блокира внезапно и да предизвика катастрофа. Двигателят F136 има колянов вал, който е изработен неправилно. Ферари научили за проблема, когато се случил няколко пъти по време на тестване от автомобилни критици. Собствениците можели да избират между смяната на двигател или да сменят коляновия вал и лагерите с нови такива.